# Giro del Belgio 1912
Il Giro del Belgio 1912, quinta edizione della corsa, si svolse in sette tappe tra il 5 maggio e il 19 maggio 1912 per un totale di 1 990,4 km e fu vinto dal belga Odile Defraye.
La gara fu organizzata dal quotidiano La Dernière Heure.

## Tappe
| Tappa  | Data     | Percorso            | km      | Vincitore di tappa | Leader cl. generale |
| ------ | -------- | ------------------- | ------- | ------------------ | ------------------- |
| 1ª     | 5 maggio | Bruxelles > Liegi   | 280,5   | Henri Pélissier    |                     |
| 2ª     |          | Liegi > Lussemburgo | 306     | Odile Defraye      |                     |
| 3ª     |          | Lussemburgo > Namur | 251     | Odile Defraye      |                     |
| 4ª     |          | Namur > Erquelinnes | 263     | Henri Pélissier    |                     |
| 5ª     |          | Erquelinnes > Menen | 303     | Omer Verschoore    |                     |
| 6ª     |          | Menen > Anversa     | 301,2   | Odile Defraye      |                     |
| 7ª     |          | Anversa > Bruxelles | 285,7   | Odile Defraye      | Odile Defraye       |
| Totale | Totale   | Totale              | 1 990,4 |                    |                     |

## Dettagli delle tappe

### 1ª tappa
- Bruxelles > Liegi – 280,5 km

Risultati
| Pos. | Corridore         | Squadra       | Tempo |
| ---- | ----------------- | ------------- | ----- |
| 1    | Henri Pélissier   | Alcyon-Dunlop | ?     |
| 2    | Odile Defraye     | Alcyon-Dunlop | s.t.  |
| 3    | Eugène Christophe | Alcyon-Dunlop | s.t.  |

### 2ª tappa
- Liegi > Lussemburgo – 306 km

Risultati
| Pos. | Corridore       | Squadra       | Tempo    |
| ---- | --------------- | ------------- | -------- |
| 1    | Odile Defraye   | Alcyon-Dunlop | ?        |
| 2    | Henri Pélissier | Alcyon-Dunlop | a 2'00"  |
| 3    | Omer Verschoore | Individuale   | a 11'00" |

### 3ª tappa
- Lussemburgo > Namur – 251 km

Risultati
| Pos. | Corridore       | Squadra       | Tempo |
| ---- | --------------- | ------------- | ----- |
| 1    | Odile Defraye   | Alcyon-Dunlop | ?     |
| 2    | Henri Pélissier | Alcyon-Dunlop | s.t.  |
| 3    | André Blaise    | Alcyon-Dunlop | s.t.  |

### 4ª tappa
- Namur > Erquelinnes – 263 km

Risultati
| Pos. | Corridore         | Squadra       | Tempo   |
| ---- | ----------------- | ------------- | ------- |
| 1    | Henri Pélissier   | Alcyon-Dunlop | ?       |
| 2    | Eugène Christophe | Alcyon-Dunlop | a 3'58" |
| 3    | André Blaise      | Alcyon-Dunlop | a 3'59" |

### 5ª tappa
- Erquelinnes > Menen – 303 km

Risultati
| Pos. | Corridore       | Squadra     | Tempo |
| ---- | --------------- | ----------- | ----- |
| 1    | Omer Verschoore | Individuale | ?     |
| 2    | Henri Pélissier | Alcyon      | s.t.  |
| 3    | Robert Lamon    | Armor       | s.t.  |

### 6ª tappa
- Menen > Anversa – 301,2 km

Risultati
| Pos. | Corridore     | Squadra | Tempo   |
| ---- | ------------- | ------- | ------- |
| 1    | Odile Defraye | Alcyon  | ?       |
| 2    | André Blaise  | Alcyon  | a 3'50" |
| 3    | Robert Lamon  | Armor   | a 5'55" |

### 7ª tappa
- Anversa > Bruxelles – 285,7 km

Risultati
| Pos. | Corridore         | Squadra | Tempo   |
| ---- | ----------------- | ------- | ------- |
| 1    | Odile Defraye     | Alcyon  | ?       |
| 2    | René Vandenberghe | Thomann | a 3'50" |
| 3    | André Blaise      | Alcyon  | a 5'55" |

## Classifiche finali

### Classifica generale
| Pos. | Corridore         | Squadra       | Tempo      |
| ---- | ----------------- | ------------- | ---------- |
| 1    | Odile Defraye     | Alcyon-Dunlop | 70h07'50"  |
| 2    | Henri Pélissier   | Alcyon-Dunlop | a 28'18"   |
| 3    | André Blaise      | Alcyon-Dunlop | a 1h14'09" |
| 4    | Eugène Christophe | Alcyon-Dunlop | ?          |
| 5    | Robert Lamon      | Armor         | ?          |
| 6    | Omer Verschoore   | Individuale   | ?          |
| 7    | Albert Dupont     | Le Globe      | ?          |
| 8    | Firmin Lambot     | Le Globe      | ?          |
| 9    | Jean Alavoine     | Le Globe      | ?          |
| 10   | Hector Heusghem   | Armor         | ?          |